# Eskilstuna SS
Eskilstuna SS (Eskilstuna Simsällskap) var en simklubb som grundades 1909 i Eskilstuna i Sverige. Numera är simklubben hopslagen med simsektionen i Tunafors SK och heter Eskilstuna Simklubb.

### Fotnoter
1. ↑  ”Greta Carlsson”. Sveriges olympiska kommitté. http://sok.se/idrottare/idrottare/g/greta-carlsson.html. Läst 14 december 2015.